# RJ Cyler
R.J. Cyler (Jacksonville, Flórida, 21 de março de 1995) é um ator estadunidense. É mais conhecido por interpretar Earl no filme Eu, Você e a Garota que Vai Morrer, Billy Cranston, o Ranger Azul no filme Power Rangers, Dan no filme Sierra Burgess Is a Loser e Deion Elliot na série Scream.

## Biografia
RJ Cyler é o mais novo dos três filhos da cozinheira Katina e um motorista de caminhão Ronald Cyler. Em 2013, acreditando desejo de virar ator sua família muda-se da Florida para a Califórnia. No mesmo ano, 2013, Cyler apareceu no curta-metragem Second Chances, interpretando o papel do RJ.
Em 2015, Cyler co-estrelou no filme Eu, Você e a Garota que Vai Morrer, baseado em um livro do mesmo nome escrito por Jesse Andrews. Cyler interpretou o papel de Earl, e estrelou ao lado de Olivia Cooke e Michael Cera. Em 2017, Cyler interpretou Billy, o Ranger Azul no filme Power Rangers.

## Filmografia

### Cinema
| Ano  | Título                         | Personagem         | Notas |
| ---- | ------------------------------ | ------------------ | ----- |
| 2018 | White Boy Rick                 | Rudell Curry       |       |
| 2018 | Sierra Burgess Is a Loser      | Dan                |       |
| 2017 | Everything, Everything         | Vinny              |       |
| 2017 | War Machine                    | Andy Moon          |       |
| 2017 | Power Rangers Movie            | Billy, Ranger Azul |       |
| 2015 | Me and Earl and the Dying Girl | Earl               |       |
| 2013 | Second Chances                 | RJ                 |       |

### Televisão
| Ano           | Título            | Personagem   | Notas                           |
| ------------- | ----------------- | ------------ | ------------------------------- |
| 2018          | Scream            | Deion Elliot | Papel Principal; (3ª temporada) |
| 2017–presente | I'm Dying Up Here | Adam Proteau | Elenco Principal                |
| 2016          | Vice Principals   | Luke Brown   | 3 episódios                     |

## Nomeações
| Ano  | Prêmiação          | Categoria               | Filme                              |         |
| ---- | ------------------ | ----------------------- | ---------------------------------- | ------- |
| 2015 | Teen Choice Awards | Melhor Química em Filme | Eu, Você e a Garota que Vai Morrer | Nomeado |